# Zuid-Amerikaans kampioenschap voetbal onder 20 - 2015
Het Zuid-Amerikaans kampioenschap voetbal onder 20 van 2015 was de 27e editie van het Zuid-Amerikaans kampioenschap voetbal onder 20, een CONMEBOL-toernooi voor nationale ploegen van spelers onder de 20 jaar. Tien landen namen deel aan dit toernooi dat van 14 januari tot en met 7 februari 2015 in Uruguay werd gespeeld. Argentinië werd voor de vijfde keer winnaar. Colombia werd tweede.
Dit toernooi dient tevens als kwalificatietoernooi voor het wereldkampioenschap voetbal onder 20 van 2015. De vier beste landen van dit toernooi plaatsen zich, dat zijn Argentinië, Colombia, Brazilië en Uruguay.

## Stadions
| Colonia             | Maldonado                | · Colonia Maldonado Montevideo |
| Estadio Suppici     | Estadio Domingo Burgueño | · Colonia Maldonado Montevideo |
| Capaciteit: 12.000  | Capaciteit: 22.000       | · Colonia Maldonado Montevideo |
|                     |                          | · Colonia Maldonado Montevideo |
| Montevideo          |                          | · Colonia Maldonado Montevideo |
| Gran Parque Central | Estadio Centenario       | · Colonia Maldonado Montevideo |
| Capaciteit: 28.000  | Capaciteit: 65.235       | · Colonia Maldonado Montevideo |
|                     |                          | · Colonia Maldonado Montevideo |

## Groepsfase

### Groep A
| Pos. | Land       | GW | W | G | V | DV | DT | +/− | Ptn. |
| ---- | ---------- | -- | - | - | - | -- | -- | --- | ---- |
| 1    | Argentinië | 4  | 3 | 0 | 1 | 14 | 5  | +9  | 9    |
| 2    | Paraguay   | 4  | 2 | 1 | 1 | 7  | 5  | +2  | 7    |
| 3    | Peru       | 4  | 2 | 1 | 1 | 6  | 7  | –1  | 7    |
| 4    | Ecuador    | 4  | 2 | 0 | 2 | 9  | 8  | +1  | 6    |
| 4    | Bolivia    | 4  | 0 | 0 | 4 | 2  | 13 | –11 | 0    |

|                               |                                                         |              |                             |                                                                               |
| 14 januari 2015 20:00 (UTC−2) | Argentinië                                              | 5–2          | Ecuador                     | Estadio Suppici, Colonia del Sacramento Scheidsrechter: Ricardo Marques (BRA) |
| 14 januari 2015 20:00 (UTC−2) | Simeone 5', 42' Correa 20' Martínez 32' Monteseirín 39' | Externe link | J. Cevallos 22', 85' (pen.) | Estadio Suppici, Colonia del Sacramento Scheidsrechter: Ricardo Marques (BRA) |

|                               |                                              |              |                         |                                                                            |
| 14 januari 2015 22:10 (UTC−2) | Paraguay                                     | 4–2          | Bolivia                 | Estadio Suppici, Colonia del Sacramento Scheidsrechter: Andrés Cunha (URU) |
| 14 januari 2015 22:10 (UTC−2) | Viera 3' Díaz 23' E. Araújo 55' Medina 90+1' | Externe link | Iragua 38' A. Pinto 49' | Estadio Suppici, Colonia del Sacramento Scheidsrechter: Andrés Cunha (URU) |

|                               |            |              |           |                                                                            |
| 16 januari 2015 20:00 (UTC−2) | Argentinië | 0–1          | Paraguay  | Estadio Suppici, Colonia del Sacramento Scheidsrechter: Adrián Vélez (COL) |
| 16 januari 2015 20:00 (UTC−2) |            | Externe link | Cañete 6' | Estadio Suppici, Colonia del Sacramento Scheidsrechter: Adrián Vélez (COL) |

|                               |         |              |                 |                                                                              |
| 16 januari 2015 22:10 (UTC−2) | Ecuador | 0–2          | Peru            | Estadio Suppici, Colonia del Sacramento Scheidsrechter: Julio Bascuñán (CHI) |
| 16 januari 2015 22:10 (UTC−2) |         | Externe link | Succar 46', 76' | Estadio Suppici, Colonia del Sacramento Scheidsrechter: Julio Bascuñán (CHI) |

|                               |                                                                              |              |                                 |                                                                            |
| 18 januari 2015 20:00 (UTC−2) | Argentinië                                                                   | 6–2          | Peru                            | Estadio Suppici, Colonia del Sacramento Scheidsrechter: Andrés Cunha (URU) |
| 18 januari 2015 20:00 (UTC−2) | Prieto 23' (e.d.) Bernaola 28' (e.d.) Correa 32' Simeone 41', 89' Suárez 78' | Externe link | Gonzales-Vigil 73' Da Silva 73' | Estadio Suppici, Colonia del Sacramento Scheidsrechter: Andrés Cunha (URU) |

|                               |                                                      |              |         |                                                                           |
| 18 januari 2015 22:10 (UTC−2) | Ecuador                                              | 5–0          | Bolivia | Estadio Suppici, Colonia del Sacramento Scheidsrechter: José Argote (VEN) |
| 18 januari 2015 22:10 (UTC−2) | J. Cevallos 34', 40' Burbano 50' Parrales 87', 90+1' | Externe link |         | Estadio Suppici, Colonia del Sacramento Scheidsrechter: José Argote (VEN) |

|                               |               |              |                       |                                                                               |
| 20 januari 2015 20:00 (UTC−2) | Paraguay      | 1–2          | Ecuador               | Estadio Suppici, Colonia del Sacramento Scheidsrechter: Ricardo Marques (BRA) |
| 20 januari 2015 20:00 (UTC−2) | Santacruz 68' | Externe link | Parrales 6' Cangá 88' | Estadio Suppici, Colonia del Sacramento Scheidsrechter: Ricardo Marques (BRA) |

|                               |         |              |              |                                                                            |
| 20 januari 2015 22:10 (UTC−2) | Bolivia | 0–1          | Peru         | Estadio Suppici, Colonia del Sacramento Scheidsrechter: Adrián Vélez (COL) |
| 20 januari 2015 22:10 (UTC−2) |         | Externe link | Da Silva 68' | Estadio Suppici, Colonia del Sacramento Scheidsrechter: Adrián Vélez (COL) |

|                               |                             |              |         |                                                                           |
| 22 januari 2015 20:00 (UTC−2) | Argentinië                  | 3–0          | Bolivia | Estadio Suppici, Colonia del Sacramento Scheidsrechter: José Argote (VEN) |
| 22 januari 2015 20:00 (UTC−2) | Simeone 5', 12' Cardozo 72' | Externe link |         | Estadio Suppici, Colonia del Sacramento Scheidsrechter: José Argote (VEN) |

|                               |              |              |            |                                                                              |
| 22 januari 2015 22:10 (UTC−2) | Paraguay     | 1–1          | Peru       | Estadio Suppici, Colonia del Sacramento Scheidsrechter: Julio Bascuñán (CHI) |
| 22 januari 2015 22:10 (UTC−2) | Amarilla 29' | Externe link | Succar 23' | Estadio Suppici, Colonia del Sacramento Scheidsrechter: Julio Bascuñán (CHI) |

### Groep B
| Pos. | Land      | GW | W | G | V | DV | DT | +/− | Ptn. |
| ---- | --------- | -- | - | - | - | -- | -- | --- | ---- |
| 1    | Uruguay   | 4  | 3 | 0 | 1 | 9  | 2  | +7  | 9    |
| 2    | Brazilië  | 4  | 3 | 0 | 1 | 6  | 4  | +2  | 9    |
| 3    | Colombia  | 4  | 2 | 0 | 2 | 5  | 3  | +2  | 6    |
| 4    | Venezuela | 4  | 1 | 0 | 3 | 1  | 5  | –4  | 3    |
| 4    | Chili     | 4  | 1 | 0 | 3 | 4  | 11 | –7  | 3    |

|                               |                           |              |            |                                                                           |
| 15 januari 2015 20:00 (UTC−2) | Brazilië                  | 2–1          | Chili      | Estadio Domingo Burgueño, Maldonado Scheidsrechter: Enrique Cáceres (PAR) |
| 15 januari 2015 20:00 (UTC−2) | Marcos Guilherme 42', 46' | Externe link | Cuevas 81' | Estadio Domingo Burgueño, Maldonado Scheidsrechter: Enrique Cáceres (PAR) |

|                               |                 |              |          |                                                                          |
| 15 januari 2015 22:10 (UTC−2) | Uruguay         | 1–0          | Colombia | Estadio Domingo Burgueño, Maldonado Scheidsrechter: Mauro Vigliano (ARG) |
| 15 januari 2015 22:10 (UTC−2) | Arambarri 90+1' | Externe link |          | Estadio Domingo Burgueño, Maldonado Scheidsrechter: Mauro Vigliano (ARG) |

|                               |                          |              |           |                                                                      |
| 17 januari 2015 20:00 (UTC−2) | Chili                    | 2–0          | Venezuela | Estadio Domingo Burgueño, Maldonado Scheidsrechter: Diego Haro (PER) |
| 17 januari 2015 20:00 (UTC−2) | Echeverría 6' Cuevas 58' | Externe link |           | Estadio Domingo Burgueño, Maldonado Scheidsrechter: Diego Haro (PER) |

|                               |          |              |                           |                                                                          |
| 17 januari 2015 22:10 (UTC−2) | Brazilië | 0–2          | Uruguay                   | Estadio Domingo Burgueño, Maldonado Scheidsrechter: Roddy Zambrano (ECU) |
| 17 januari 2015 22:10 (UTC−2) |          | Externe link | Pereiro 27' Arambarri 59' | Estadio Domingo Burgueño, Maldonado Scheidsrechter: Roddy Zambrano (ECU) |

|                               |       |              |                                |                                                                           |
| 19 januari 2015 20:00 (UTC−2) | Chili | 0–3          | Colombia                       | Estadio Domingo Burgueño, Maldonado Scheidsrechter: Enrique Cáceres (PAR) |
| 19 januari 2015 20:00 (UTC−2) |       | Externe link | Borré 12' Lucumí 75' Otero 81' | Estadio Domingo Burgueño, Maldonado Scheidsrechter: Enrique Cáceres (PAR) |

|                               |                        |              |           |                                                                              |
| 19 januari 2015 22:10 (UTC−2) | Brazilië               | 2–0          | Venezuela | Estadio Domingo Burgueño, Maldonado Scheidsrechter: Alejandro Mancilla (BOL) |
| 19 januari 2015 22:10 (UTC−2) | Kenedy 72' Gabriel 78' | Externe link |           | Estadio Domingo Burgueño, Maldonado Scheidsrechter: Alejandro Mancilla (BOL) |

|                               |            |              |           |                                                                          |
| 21 januari 2015 20:00 (UTC−2) | Colombia   | 1–0          | Venezuela | Estadio Domingo Burgueño, Maldonado Scheidsrechter: Roddy Zambrano (ECU) |
| 21 januari 2015 20:00 (UTC−2) | Lucumí 60' | Externe link |           | Estadio Domingo Burgueño, Maldonado Scheidsrechter: Roddy Zambrano (ECU) |

|                               |                                                                          |              |                |                                                                          |
| 21 januari 2015 22:10 (UTC−2) | Uruguay                                                                  | 6–1          | Chili          | Estadio Domingo Burgueño, Maldonado Scheidsrechter: Mauro Vigliano (ARG) |
| 21 januari 2015 22:10 (UTC−2) | Acosta 20', 45+1' Echeverría 23' (e.d.) Pereiro 66' Amaral 81' Faber 88' | Externe link | Echeverría 85' | Estadio Domingo Burgueño, Maldonado Scheidsrechter: Mauro Vigliano (ARG) |

|                               |                                  |              |             |                                                                      |
| 23 januari 2015 20:00 (UTC−2) | Brazilië                         | 2–1          | Colombia    | Estadio Domingo Burgueño, Maldonado Scheidsrechter: Diego Haro (PER) |
| 23 januari 2015 20:00 (UTC−2) | Thalles 42' Marcos Guilherme 75' | Externe link | Manotas 50' | Estadio Domingo Burgueño, Maldonado Scheidsrechter: Diego Haro (PER) |

|                               |         |              |            |                                                                              |
| 23 januari 2015 22:10 (UTC−2) | Uruguay | 0–1          | Venezuela  | Estadio Domingo Burgueño, Maldonado Scheidsrechter: Alejandro Mancilla (BOL) |
| 23 januari 2015 22:10 (UTC−2) |         | Externe link | Moreno 27' | Estadio Domingo Burgueño, Maldonado Scheidsrechter: Alejandro Mancilla (BOL) |

## Finalegroep
| Pos. | Land       | GW | W | G | V | DV | DT | +/− | Ptn. |
| ---- | ---------- | -- | - | - | - | -- | -- | --- | ---- |
| 1    | Argentinië | 5  | 4 | 1 | 0 | 10 | 2  | +8  | 13   |
| 2    | Colombia   | 5  | 2 | 3 | 0 | 7  | 2  | +5  | 9    |
| 3    | Uruguay    | 5  | 2 | 2 | 1 | 6  | 3  | +3  | 8    |
| 4    | Brazilië   | 5  | 2 | 1 | 2 | 7  | 5  | +2  | 7    |
| 5    | Peru       | 5  | 1 | 0 | 4 | 5  | 14 | –9  | 3    |
| 6    | Paraguay   | 5  | 0 | 1 | 4 | 1  | 10 | –9  | 1    |

|                               |                       |              |      |                                                                      |
| 26 januari 2015 17:50 (UTC−2) | Argentinië            | 2–0          | Peru | Estadio Centenario, Montevideo Scheidsrechter: Enrique Cáceres (PAR) |
| 26 januari 2015 17:50 (UTC−2) | Simeone 1' Correa 77' | Externe link |      | Estadio Centenario, Montevideo Scheidsrechter: Enrique Cáceres (PAR) |

|                               |              |     |          |                                                                   |
| 26 januari 2015 20:00 (UTC−2) | Paraguay     | 0–0 | Colombia | Estadio Centenario, Montevideo Scheidsrechter: Andrés Cunha (URU) |
| 26 januari 2015 20:00 (UTC−2) | Externe link |     |          | Estadio Centenario, Montevideo Scheidsrechter: Andrés Cunha (URU) |

|                               |              |     |          |                                                                     |
| 26 januari 2015 22:10 (UTC−2) | Uruguay      | 0–0 | Brazilië | Estadio Centenario, Montevideo Scheidsrechter: Julio Bascuñán (CHI) |
| 26 januari 2015 22:10 (UTC−2) | Externe link |     |          | Estadio Centenario, Montevideo Scheidsrechter: Julio Bascuñán (CHI) |

|                               |          |              |                                      |                                                                          |
| 29 januari 2015 17:50 (UTC−2) | Paraguay | 0–2          | Brazilië                             | Estadio Gran Parque Central, Montevideo Scheidsrechter: Diego Haro (PER) |
| 29 januari 2015 17:50 (UTC−2) |          | Externe link | Yuri Mamute 65' Marcos Guilherme 77' | Estadio Gran Parque Central, Montevideo Scheidsrechter: Diego Haro (PER) |

|                               |                 |              |                    |                                                                              |
| 29 januari 2015 20:00 (UTC−2) | Argentinië      | 1–1          | Colombia           | Estadio Gran Parque Central, Montevideo Scheidsrechter: Roddy Zambrano (ECU) |
| 29 januari 2015 20:00 (UTC−2) | Compagnucci 88' | Externe link | Barrera 50' (pen.) | Estadio Gran Parque Central, Montevideo Scheidsrechter: Roddy Zambrano (ECU) |

|                               |                                      |              |              |                                                                              |
| 29 januari 2015 22:10 (UTC−2) | Uruguay                              | 3–1          | Peru         | Estadio Gran Parque Central, Montevideo Scheidsrechter: Mauro Vigliano (ARG) |
| 29 januari 2015 22:10 (UTC−2) | Acosta 27' Pereiro 55' Arambarri 77' | Externe link | Ugarriza 66' | Estadio Gran Parque Central, Montevideo Scheidsrechter: Mauro Vigliano (ARG) |

|                               |            |              |                           |                                                                           |
| 1 februari 2015 17:50 (UTC−2) | Peru       | 1–3          | Colombia                  | Estadio Gran Parque Central, Montevideo Scheidsrechter: José Argote (VEN) |
| 1 februari 2015 17:50 (UTC−2) | Succar 23' | Externe link | Lucumí 25', 90' Borré 40' | Estadio Gran Parque Central, Montevideo Scheidsrechter: José Argote (VEN) |

|                               |                            |              |          |                                                                            |
| 1 februari 2015 20:00 (UTC−2) | Argentinië                 | 2–0          | Brazilië | Estadio Gran Parque Central, Montevideo Scheidsrechter: Andrés Cunha (URU) |
| 1 februari 2015 20:00 (UTC−2) | M. Rolón 86' Contreras 89' | Externe link |          | Estadio Gran Parque Central, Montevideo Scheidsrechter: Andrés Cunha (URU) |

|                               |                        |              |          |                                                                               |
| 1 februari 2015 22:10 (UTC−2) | Uruguay                | 2–0          | Paraguay | Estadio Gran Parque Central, Montevideo Scheidsrechter: Ricardo Marques (BRA) |
| 1 februari 2015 22:10 (UTC−2) | Acosta 21' Pereiro 37' | Externe link |          | Estadio Gran Parque Central, Montevideo Scheidsrechter: Ricardo Marques (BRA) |

|                               |      |              |                                                        |                                                                   |
| 4 februari 2015 17:50 (UTC−2) | Peru | 0–5          | Brazilië                                               | Estadio Centenario, Montevideo Scheidsrechter: Adrián Vélez (COL) |
| 4 februari 2015 17:50 (UTC−2) |      | Externe link | Nathan 47' Thalles 56', 62' Malcom 71' Léo Pereira 81' | Estadio Centenario, Montevideo Scheidsrechter: Adrián Vélez (COL) |

|                               |                               |              |          |                                                                     |
| 4 februari 2015 20:00 (UTC−2) | Argentinië                    | 3–0          | Paraguay | Estadio Centenario, Montevideo Scheidsrechter: Julio Bascuñán (CHI) |
| 4 februari 2015 20:00 (UTC−2) | Simeone 17', 76' L. Rolón 48' | Externe link |          | Estadio Centenario, Montevideo Scheidsrechter: Julio Bascuñán (CHI) |

|                               |              |     |          |                                                                      |
| 4 februari 2015 22:10 (UTC−2) | Uruguay      | 0–0 | Colombia | Estadio Centenario, Montevideo Scheidsrechter: Enrique Cáceres (PAR) |
| 4 februari 2015 22:10 (UTC−2) | Externe link |     |          | Estadio Centenario, Montevideo Scheidsrechter: Enrique Cáceres (PAR) |

|                               |          |              |                                 |                                                                     |
| 7 februari 2015 17:50 (UTC−2) | Paraguay | 1–3          | Peru                            | Estadio Centenario, Montevideo Scheidsrechter: Mauro Vigliano (ARG) |
| 7 februari 2015 17:50 (UTC−2) | Díaz 84' | Externe link | Peña 5' Cossio 10' Ugarriza 23' | Estadio Centenario, Montevideo Scheidsrechter: Mauro Vigliano (ARG) |

|                               |          |              |                                  |                                                                     |
| 7 februari 2015 20:00 (UTC−2) | Brazilië | 0–3          | Colombia                         | Estadio Centenario, Montevideo Scheidsrechter: Roddy Zambrano (ECU) |
| 7 februari 2015 20:00 (UTC−2) |          | Externe link | Barrera 57' Rodríguez 73', 90+1' | Estadio Centenario, Montevideo Scheidsrechter: Roddy Zambrano (ECU) |

|                               |                        |              |            |                                                                      |
| 7 februari 2015 22:10 (UTC−2) | Argentinië             | 2–1          | Uruguay    | Estadio Centenario, Montevideo Scheidsrechter: Ricardo Marques (BRA) |
| 7 februari 2015 22:10 (UTC−2) | Driussi 35' Correa 80' | Externe link | Pereiro 7' | Estadio Centenario, Montevideo Scheidsrechter: Ricardo Marques (BRA) |

1954 · 1958 · 1964 · 1967 · 1971 · 1974 · 1975 · 1977 · 1979 · 1981 · 1983 · 1985 · 1987 · 1988 · 1991 · 1992 · 1995 · 1997 · 1999 · 2001 · 2003 · 2005 · 2007 · 2009 · 2011 · 2013 · 2015 · 2017 · 2019 · 2023

Jeugdtoernooi CONMEBOL mannen: onder 17 · onder 15

Jeugdtoernooi CONMEBOL vrouwen: onder 20 · onder 17